# Stagetus profundus
Stagetus profundus là một loài bọ cánh cứng thuộc chi Stagetus trong họ Ptinidae.